# Mouvement révolutionnaire national-syndicaliste
Le Mouvement révolutionnaire national-syndicaliste du Chili (MRNS) est un mouvement politique chilien d'idéologie national-syndicaliste, proche du national-socialisme et du fascisme. Il est considéré comme l'une des organisations les plus anciennes du nationalisme chilien.

## Histoire

### Origines
Dans la ville de Santiago en décembre 1947 a été publié Bandera Negra (en français, Drapeau noir), fruit du travail d'un petit groupe doctrinal initialement composé de jeunes nationalistes inspirés par le national-syndicalisme, mouvement culturel et politique né en Espagne dans les années 1930, dont les idéologues sont José Antonio Primo de Rivera, Ramiro Ledesma Ramos et Onésimo Redondo. La pensée de ces auteurs fut nuancée et nourrie par des textes sur le syndicalisme révolutionnaire de Georges Sorel et Hubert Lagardelle, jusqu'à produire une synthèse qui constitue la base du national-syndicalisme.
Le texte principal qui servit d'objet d'étude aux national-syndicalistes a été l'œuvre du sacerdote Osvaldo Lira, Nostalgias de Vásquez de Mella, qui fut ensuite complété par des œuvres que le consulat d'Espagne diffusait à Valparaíso au sujet de Ledesma et d'autres auteurs national-syndicalistes espagnols.
Le 5 août 1952, à la veille de l'élection présidentielle remportée par Carlos Ibáñez del Campo, le National-Syndicalisme chilien cessa d'être un groupe doctrinal et se lança dans l'action politique, en adoptant le nom par lequel il est connu aujourd'hui : Mouvement Révolutionnaire National Sindicalista,. Parmi ses fondateurs se trouvent Ramón Callís Arrigorriaga, Delfín Alcaide Wetson, Pedro Zurita Zurita et le prêtre de la Congrégation des Sacrés-Cœurs, Osvaldo Lira Pérez, qui jetèrent les bases du MRNS,.
Avec Lira, le national-syndicalisme dépassa la tendance corporative-fasciste, en introduisant la doctrine des corps sociaux et en dessinant les cadres dans lesquels ces organismes participèrent à la structure de l'État de manière autonome Selon plusieurs auteurs, le projet politique du MRNS possédait une connotation de type « héroïque » ou « missionnaire » à sa fondation, ce qui s'exprimait avec clarté dans les publications virulentes du périodique Bandera Negra - Drapeau Noir, même après le triomphe d'Ibáñez.
À la fin du gouvernement d'Ibáñez, le MRNS a généré une conviction absolue en l'impossibilité de bâtir une révolution nationale moyennant la participation aux institutions politiques démocrato-libérales. Ceci provoquerait un isolement majeur, s'éloignant de la conjoncture politique nationale et souffrant en plus du manque de soutien des masses.

### Persécution, opposition à Frei et à Unidad Popular
Les national-syndicalistes firent profil bas jusqu'en 1963, lorsqu'ils soutinrent ouvertement la candidature de Jorge Prat Echaurren, membre du parti Action Nationale, pour l'élection présidentielle de l'année suivante.
Au milieu de l'année, Sótero del Río, ministre de l'Intérieur du gouvernement de Jorge Alessandri, ordonna la dissolution du MRNS pour avoir été caractérisé comme un mouvement de caractère nacista, accusation qui a été démentie par l'organisation. La Cour Suprême a confirmé l'existence du MRNS.
Étant donné que les national-syndicalistes n'avaient plus d'existence légale, ses membres se sont incorporés au parti d'Action Nationale pour se présenter en tant que candidats aux élections parlementaires de mars 1965, bien qu'ils ne parvinrent pas à obtenir des sièges au Congrès, parce que l'Action Nationale cessa d'être un parti légalement constitué.
En juillet 1965, le mouvement national-syndicaliste a ouvertement déclaré son opposition au gouvernement d'Eduardo Frei Montalva, du Parti Démocrate Chrétien, en raison de «sa doctrine pseudo-chrétienne et ses méthodes pseudo-démocratiques».
À la veille du nouvel an 1966, 3 membres du MRNS ont été arrêtés par la Police Politique à Santiago et accusés de terrorisme. Pendant une semaine, les trois jeunes d'entre 16 et 18 ans ont été liés par la presse officielle à des attentats perpétrés dans la capitale chilienne la veille du nouvel an 1965. Le ministre de l'Intérieur du gouvernement d'Eduardo Frei Montalva, Bernardo Leighton, ayant en mémoire l'échec de Alessandri pour dissoudre le MRNS, ne mena aucune action judiciaire,. Enfin, après des discussions dans les locaux du MRNS et les déclarations de chefs provinciaux et autres gestions policières, les 3 jeunes ont été libérés.
Cependant, son opposition au gouvernement suivant, celui de l'Unité Populaire, qui débuta en 1970, fut plus forte encore, puisque le MRNS se déclarait ouvertement un mouvement anticommuniste. Son action politique et la production de matériel depuis 1969, année à partir de laquelle se projette un triomphe de l'Unité Populaire aidée de la Démocratie Chrétienne, ont été actives.

### Dictature militaire
À la différence de Patria y Libertad, le putsch du 11 septembre 1973 n'a pas marqué la fin des national-syndicalistes, mais, au contraire, une partie de l'organisation a adhéré à la dictature militaire. Pourtant, ils ont entretenu une rivalité avec les grémialistas au sein du Ministère Secrétariat Général de Gouvernement, en raison de leurs différends à l'égard du rôle du syndicalisme,.
Au sein de la dictature militaire, les national-syndicalistes trouvèrent refuge dans le Secrétariat National des Corps de métier (SNG), organisme créé en 1976, dépendant de la Division d'Organisations Civiles du Ministère Secrétariat Général de Gouvernement, et dans l'École Syndicale, respectivement dirigés par les militants du MRNS, Misael Galleguillos et Pedro Zurita. Dès lors, ils s'opposèrent à certaines mesures proposées par les secteurs néolibéraux du gouvernement, notamment le «plan de travail» de 1979 et la proposition ratée de privatisation de Codelco.
La participation du MRNS au régime d'Augusto Pinochet prit fin en 1982, lorsque son dirigeant Misael Galleguillos fut accusé d'avoir participé à l'assassinat de Tucapel Jiménez,. L'organisation soutient que l'assassinat de Tucapel Jiménez était une opération de guerre politique, pour éliminer le MRNS du travail corporatiste et syndical et laisser la voie libre à l'exécution des politiques néolibérales.

### Réorganisation auXXIesiècle
À la suite de la sentence et de la lumière faite sur l'assassinat de Tucapel Jiménez qui fut le fait de membres de la Direction d'intelligence nationale de l'armée (DINE) ; à la demande de quelques anciens membres du MRNS, ceux-ci se regroupent dans les villes de Santiago et Valparaíso. En 2004, Guillermo Henríquez Alfaro est expulsé et Misael Galleguillos présente sa démission, s'éloignant de l'organisation. La même année a lieu la "Première rencontre estudiantile" à Santiago avec des étudiants secondaires. Trois ans plus tard, le document Éducation : Base de l'État de Communauté nationale, est publié.[réf. nécessaire]
Le 28 juillet 2008, le Conseil National désigne un nouveau secrétaire général : Luis Celedón. Celui-ci sera un important pas dans l'organisation, alors que se dissout l'organisation juvénile en tant que telle, en fusionnant à l'organisation en un tout opérationnel.[réf. nécessaire] L'année suivante, le secrétariat général du MRNS est réorganisé et la publication Action directe est créée.
Le 18 avril 2012, le MRNS se présente comme organisation estudiantine à la Faculté de Droit de l'Université du Chili, provoquant diverses réactions dans le milieu politique universitaire et estudiantin. [réf. nécessaire]

## Philosophie et propositions politiques
Inspiré du national-syndicalisme espagnol, le MRNS développe ses propres propositions politiques, développant un courant de pensée spécifique du nationalisme chilien.
Le MRNS conçoit la personne humaine comme un "être porteur de valeurs transcendantes", l'État comme l'"institutionnalisation des systèmes de cohabitation" et la théorie de l'État comme "des propositions concrètes de cohabitation politique". Il appelle révolution le processus de création d'une nouvelle culture servant de fondement à un nouveau système de cohabitation et d'État.
Il considère la famille comme une organisation basique de la communauté, qui s'articule à travers le voisinage, la commune et la région. Le syndicat est l'"organisation basique économique" et, groupés, ils constituent des fédérations, corps de métier et coopératives de production et de consommation, selon des zones de production.

## Organisation et fonctionnement
Entre 1952 et 1966, le leadership du MRNS a été exercé par Ramón Callís Arrigorriaga et le "Conseil Révolutionnaire". Le 14 mai 1966, réunis à Santiago, les chefs provinciaux de l'organisation choisirent un commandement collégial composé d'un président, charge exercée par Eugenio Cáceres ; d'un premier secrétaire, Mario Urzúa Urrutia et d'un deuxième secrétaire, Renato Carmona Flores.
Le 12 septembre 1973, le Mouvement cessa son prosélytisme selon les ordres donnés par la junte militaire, en opérant, par la suite, fragmenté et non coordonné jusqu'en 1999, date à laquelle l'organisation se reforma officiellement,.
À partir de 2003, la plus grande autorité du MRNS est son conseil national, au sein duquel existent les charges de président du Conseil et de secrétaire général. De plus, un Tribunal du Style a été maintenu, institution éthique et doctrinaire qui veille sur les membres du Mouvement.
À partir de 2009, le secrétariat général du MRNS, réorganisé par le nouveau commandement, se divise en plusieurs secrétariats (diffusion, trésorerie, politique, etc.) qui agissent au niveau territorial à Santiago et Valparaíso principalement.

## Symboles

### Drapeau

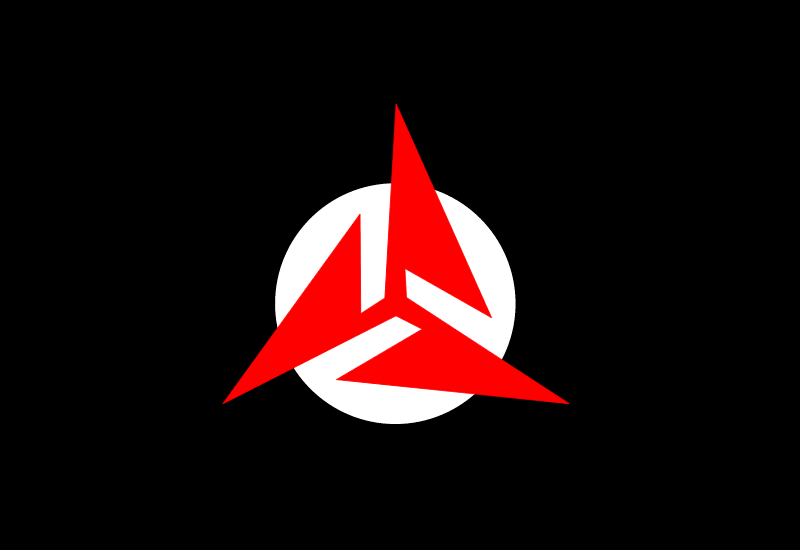
Drapeau du MRNS.

Le drapeau du Mouvement a été dessiné par Adrián Buzzetti et a été le symbole officiel du MRNS jusqu'à aujourd'hui.